# Xã Gay, Quận Taylor, Iowa
Xã Gay (tiếng Anh: Gay Township) là một xã thuộc quận Taylor, tiểu bang Iowa, Hoa Kỳ. Năm 2010, dân số của xã này là 80 người.